# 1816年逝世人物列表
下面是1816年逝世的知名人士列表。
1816年逝世人物列表：1月 - 2月 - 3月 - 4月 - 5月 - 6月 - 7月 - 8月 - 9月 - 10月 - 11月 - 12月

## 1月

### 2日
- 路易-伯納·蓋頓·德·莫沃，法國化學家、政治家
- 撒母耳·霍爾滕，美國醫生、政治家和法官

### 5日
- 喬治·普雷沃斯特，英國將軍，殖民地行政長官

### 6日
- 弗朗茨·約瑟夫·馮·阿爾比尼，德國政治家和政治家

### 9日
- 腓特烈·威廉，德國拿騷-魏爾堡親王
- 約翰·卡爾·貢巴特，德國音樂雕刻師和音樂出版商

### 10日
- 洛倫佐·斯托裡奧尼，義大利小提琴製造商
- 約翰·瓦勒斯豪瑟，德國歌手（男高音）

### 12日
- 奧古斯特·克裡斯托夫·海因里希·馮·萊加特，普魯士少將

### 13日
- 安德列亞斯·維斯，德國詩人

### 16日
- 弗朗切斯科·梅爾齊·德·埃里爾，義大利政治家
- 雅克-勒內·特農，法國外科醫生、解剖學家和病理學家

### 20日
- 卡羅琳·路易絲，梅克倫堡-什未林世襲大公夫人

### 23日
- 卡爾·馮·齊爾恩哈特，地主和巴伐利亞林業總局局長。

### 24日
- 佩爾·霍伯格（Pehr Hörberg），瑞典畫家和作曲家
- 約翰·巴普蒂斯塔·馮·薩利斯，瑞士政客

### 26日
- 約翰·喬治·克利斯蒂安·赫斯，德國建築師

### 27日
- 第一代胡德子爵撒母耳·胡德，英國海軍上將

### 28日
- Wichard von Möllendorff，普魯士陸軍元帥

### 30日
- 雷尼爾·溫克勒斯，荷蘭製圖員和雕刻師

### 日期不詳
- 彼得·金津，德國製表師和機械師

## 2月

### 1日
- 亨利-阿爾伯特·高斯，瑞士科學家和藥劑師

### 2日
- 斯蒂芬·布洛克，美國政治家
- 蘇菲·派珀（Sophie Piper），瑞典貴族

### 3日
- 約瑟夫·普拉特·庫克，美國政治家
- 卡維拉，1. Chao Chet Thon 王朝的國王
- 弗裡德里希·奧古斯特·舒茨·馮·霍爾茨豪森，基爾貝格和坎貝格的法警

### 4日
- 約翰·阿姆斯壯，美國軍官、律師和政治家
- Meingosus Gaelle，德國天主教神學家、物理學家和教堂音樂家
- 第四代白金漢郡伯爵羅伯特·霍巴特，英國政治家和殖民地總督
- 約西亞斯·弗裡德里希·勒夫勒，哥達牧師，總學監和哥達學校系統的聯合創始人
- 約阿希姆·佩里內特，奧地利演員和老維也納人民劇院的作家

### 6日
- 瑪麗亞·路德維卡·熱烏斯卡，波蘭什拉奇錢卡
- 撒母耳·坦尼，美國政治家

### 8日
- 朱塞佩·瑪麗亞·多里亞·潘菲利，義大利紅衣主教

### 11日
- 普法爾茨-茨魏布呂肯的克利斯蒂安·亨麗埃特，茨魏布呂肯-比肯費爾德伯爵夫人帕拉丁，瓦爾德克和皮爾蒙特公主

### 13日
- 本傑明·戈特利布·穆勒，普魯士地方政治家，佈雷斯勞第一任市長

### 14日
- 路德維希·弗裡德里希·馮·格明根，法國騎兵，巴布施塔特和多登澤爾的地主
- 讓-保羅-埃吉德·馬蒂尼，德國作曲家

### 15日
- 阿奇博爾德·麥克布萊德，美國政治家

### 16日
- 亞伯·布里亞，德國數學家
- 路德維希，黑森-菲力浦斯塔爾伯爵

### 17日
- 約翰·洛倫茲·布萊西格，德國神學家，哲學和神學教授
- 安東·奧古斯特·海因里希·列支敦斯登，德國動物學家和圖書管理員

### 19日
- 弗里德里希·威廉·馮·赫特林，德國律師和外交官

### 20日
- 玛丽亚一世，葡萄牙女王。
- 約翰·埃裡希·比斯特，德國流行哲學家
- 讓-皮埃爾-法蘭索瓦·吉洛-杜哈梅爾，法國採礦專家和冶金學家

### 22日
- 亚当·福格森，蘇格蘭哲學家、歷史學家
- 約瑟夫·安東·西格蒙德·馮·貝羅爾丁根，瑞士貴族和牧師，施派爾和希爾德斯海姆的教規
- 以利亞·布裡格姆，美國政治家

### 25日
- 弗朗切斯科·阿波斯托利，義大利作家
- 弗里德里希·威廉·冯·比洛，普魯士軍官，最後一位步兵將軍

### 日期不詳
- 威廉·迪克森，美國政治家

## 3月

### 2日
- 弗里德里克·馮·佈雷岑海姆，Canonissenstift Lindau 的 Prince-Abbess

### 3日
- 約翰·奧古斯特·馮·斯塔克，德國作家和神學家

### 7日
- 費迪南德·弗里德里希·阿爾佈雷希特·戈特利布·馮·霍爾韋德，普魯士第9龍騎兵團少將
- 卡雷爾·伊格納克·塔姆，捷克作家、詞典編纂家和翻譯家

### 8日
- 約翰·伯恩哈德·馮·曼施坦因，普魯士少將，赫爾門哈根世襲領主

### 14日
- 約瑟夫·瓦格納，德國羅馬天主教神職人員
- 恩斯特·卡爾·弗裡德里希·溫德利希，德國古典語言學家

### 16日
- 菲力浦·朱利葉斯·利奧波德·馮·博因堡和朗斯菲爾德，普魯士皇家少將
- 西奧多·胡貝爾，Obervogteiamt Triberg 的 Obervogt
- 喬治·麥克斯韋，美國政治家

### 17日
- 羅傑·杜科斯，法國政治家

### 18日
- 湯瑪斯·哈里斯，美國政治家

### 19日
- 海因里希·克裡斯托夫·科赫，德國音樂理論家和詞典編纂家
- 菲利普·马泽伊，義大利外交官

### 20日
- 玛丽亚一世，葡萄牙和巴西女王
- 埃伯哈德·馮·德·雷克，德國律師和政治家
- 路德維希·馮·陶貝，符騰堡州政府官員和政治家

### 23日
- 喬治·弗里德里希·希爾德布蘭特，德國醫生和大學講師
- 約翰·雅各·塞爾，德國文法學校教師和歷史學家
- 伊格納茨·維遜，奧地利作曲家

### 24日
- 卡洛·阿莫雷蒂，義大利學者
- 腓特烈·奧古斯特，德意志王子和第一任拿騷公爵
- 卡尔·弗里德里希·莫尔，瑞士化學家、植物學家和藥劑師

### 25日
- 約翰·雅各·阿策爾，德國建築師和建築商
- 亨利·溫庫普，美國政治家

### 26日
- 伯恩哈德·亞歷山大·戈特弗裡德·馮·施梅陶，普魯士少將

### 29日
- 約翰·特威格斯，美國獨立戰爭期間的軍官、法官、政治家

### 30日
- 弗裡德里希·威廉·歐根·多爾，德國雕塑家

### 31日
- 朱塞佩·安傑魯尼，都拉斯阿爾巴尼亞教區希臘天主教大主教
- 弗朗西斯·阿斯伯里，美國衛理公會傳教士和主教
- 約翰·海因里希·路德維希·馮·俾斯麥，拿騷副官
- 讓-法蘭索瓦·杜西斯，法國詩人、劇作家
- 西蒙·戈瑟，德國畫家

## 4月

### 5日
- 弗里德里希·馮·柯尼希，符騰堡州和巴登州公務員

### 7日
- 奧地利埃斯特的瑪麗亞·盧多維卡·比阿特麗克絲，奧地利皇后
- 克利斯蒂安·康拉德·斯普倫格爾，德國神學家和博物學家

### 8日
- 裘莉·比利亞特，法國聖母院修女會（1804年）的創始人和聖人

### 9日
- 理查·斯坦福，美國政治家

### 10日
- 弗朗茨·路德維希·馮·坎克林，德國工程師、礦物學家、冶金學家和前工業時代的建築商

### 11日
- 克利斯蒂安·勒貝雷希特·沃格爾，德國畫家

### 13日
- 亚历山大·斯科特·布利特，美國政治家
- 卡爾·威廉·希爾興巴赫，改革宗神學家

### 14日
- 馬里亞諾·阿巴索洛，墨西哥革命者
- 克利斯蒂安·奧古斯特·瓦倫丁納，德國福音派路德教神職人員，蘭佐縣教務長

### 16日
- 約翰·海尼曼，美國政治家
- 本傑明·傑斯蒂，英國農民和疫苗接種先驅

### 18日
- 約翰·保羅·舒爾特修斯，德國神學家、作曲家和鋼琴家

### 21日
- 約瑟夫·馬丁·克萊伯，德國律師

### 24日
- 腓特烈·卡爾·路德維希，石勒蘇益格-荷爾斯泰因-桑德堡-貝克公爵

### 26日
- 阿達爾伯特·弗裡德里希·馬庫斯，德國醫生

### 28日
- 約翰·海因里希·阿比希特，德國哲學家

### 30日
- 約翰·威廉·西奧博爾德，德國神職人員，拉扎爾派省級

## 5月

### 1日
- 威廉·蒙哥馬利，美國政治家
- 尤斯圖斯·佩爾特斯，地理製圖出版社創始人

### 3日
- 詹姆斯·麦克亨利，美國政治家和美國憲法簽署人
- 約翰·弗里德里希·穆勒（Johann Friedrich Müller），德國雕刻師

### 4日
- 撒母耳·德克斯特，美國政治家

### 5日
- 喬瓦尼·派謝洛，意大利作曲家

### 6日
- 迦勒·埃利斯（Caleb Ellis），美國政治家

### 10日
- 格哈德·安東·赫爾曼·格蘭伯格，德國法學家和詩人

### 11日
- 弗里德里希·喬治·帕普，普雷蒙斯特拉滕斯派、教師和雅各賓派

### 13日
- 查理斯·尤特羅普·德·拉勞倫西，法國主教

### 14日
- 埃雷戈特·弗里德里希·林德納，德國醫生

### 15日
- 恩斯特·沃拉德·馮·維耶雷格，普魯士少將

### 16日
- 約翰·卡爾·馮·穆蒂烏斯，普魯士軍官，最後一位少將

### 20日
- 約瑟夫·希羅尼穆斯·卡爾·科爾伯恩，德國政治家和輔助主教
- 海因里希·利奧波德·格拉夫·馮·賴興巴赫-戈舒茨，西里西亞總景觀主席

### 22日
- 伯恩哈德·弗裡德里希·馮·巴塞維茨，梅克倫堡-什未林樞密院主席（部長兼總統）

### 23日
- 約瑟夫·哈德穆斯，奧地利建築師、發明家和製造商

### 24日
- 格蘭德美尼爾，法國演員

### 25日
- 文岑茨·約瑟夫·馮·施拉滕巴赫，拉萬特王子主教；布爾諾主教

### 26日
- 阿德里安·辛格，瑞士畫家

### 28日
- 約瑟夫·米爾比勒，德國學者、公關人員、大學講師、啟蒙者

### 29日
- 第三代霍普頓伯爵詹姆斯·霍普-約翰斯通，蘇格蘭同行

## 6月

### 5日
- 約翰·卡爾·科洛拉特-克拉科夫斯基，奧地利陸軍元帥
- 丹尼爾·利瑙，漢堡市議員兼市長
- 喬瓦尼·派西洛（Giovanni Paisiello），義大利作曲家

### 6日
- 本傑明·霍金斯，美國政治家
- 克利斯蒂安·馮·歌德，歌德的妻子

### 7日
- 洛倫茨·馮·克雷爾，德國礦業委員和化學家

### 8日
- 約翰·亞當斯·哈珀，美國政治家

### 9日
- 克利斯蒂安·弗裡德里希·施拉德，德國植物學家、羅曼語語言學家和詞典編纂者

### 10日
- 威廉·斯蒂芬斯·史密斯，美國軍官和政治家

### 12日
- 皮埃尔·奥热罗，法國將軍，法國元帥
- 恩斯特·馮·布蘭肯斯坦，奧地利軍官

### 15日
- 利奧波德·海因里希·馮·德·戈爾茨，普魯士中將兼特使

### 16日
- 加布里埃爾·威廉·凱弗斯坦，哈勒市（薩勒河）市議員和市長

### 18日
- 湯瑪斯·亨利，英國藥劑師和化學家

### 19日
- 羅伯特·森普爾，哈德遜灣公司（HBC）的阿西尼博亞州長，也是幾本旅行書籍的作者

### 21日
- 戈特弗里德·尼古拉·安傑洛，丹麥雕刻師和雕刻老師
- 埃德蒙·魯斯蒂格，Grafschaft修道院院長

### 23日
- 路德維希·弗裡德里希·海因多夫，德國古典語言學家
- 戈特弗裡德·恩斯特·西吉斯蒙德·霍爾茨舒赫·馮·哈拉赫，普魯士少將
- 約瑟夫·奧登瓦爾德，巴登律師和董事會成員

### 25日
- 休·亨利·布拉肯裡奇，美國詩人、律師和政治家

### 27日
- 多梅尼科·范德利，義大利博物學家

### 28日
- 皮埃爾·瑪麗·巴泰勒米·費里諾，法國將軍和政治家
- 約翰內斯·弗呂熱，德國植物學家

### 30日
- 保羅·漢密爾頓，南卡羅來納州州長

## 7月

### 1日
- 卡爾·戈特弗里德·貝爾曼，德國樂器製造商和音樂家

### 3日
- 克莉絲蒂娜·馮·布呂爾，景觀設計師、作家
- 撒母耳·埃利亞斯，英國拳擊手
- 卡爾·弗勒克斯，德國歌手（貝斯）、舞蹈家和喜劇演員

### 4日
- 湯瑪斯·霍爾森，美國政治家

### 5日
- 多蘿西婭·喬丹，愛爾蘭女演員

### 6日
- 豪爾赫·塔德奧·洛薩諾，新格拉納達科學家、記者和政治家

### 7日
- 理查德·布林斯利·谢立丹，愛爾蘭劇作家和政治家

### 10日
- 阿道夫·馮·恩德，德國律師

### 11日
- 約瑟夫·弗里德里希·卡爾·馮·克魯克斯，普魯士少將

### 12日
- 喬治·奧斯瓦爾德·梅，德國肖像畫家

### 13日
- 約翰·卡爾·弗里德里希·道特，德國建築師、景觀設計師和雕刻師

### 14日
- 弗朗西斯科·德·米蘭達，委內瑞拉革命家

### 15日
- 理查·沃森，英國主教和化學家

### 17日
- 雅各·呂特林豪森，埃爾伯費爾德市長
- 雅各·裡德，美國政治家
- 弗朗西斯·湯恩，英國風景畫家

### 18日
- 喬治·康拉德·邁耶，公關人員和德國雅各賓派
- 威廉·本傑明·范·潘胡伊斯，荷蘭軍官、種植園主和蘇里南總督

### 20日
- 加夫里爾·羅曼諾維奇·傑爾扎文，俄羅斯作家和詩人
- 雅各·理查茲，美國政治家

### 22日
- 萊文·馮·海斯特，普魯士中將
- 朱利葉斯·埃伯哈德·馮·馬索，普魯士律師和政治家

### 23日
- 伊莉莎白·漢密爾頓，英國詩人、作家和諷刺作家

### 24日
- 弗朗茨·卡斯帕·赫塞爾巴赫，德國解剖學家和外科醫生

### 26日
- 約翰·諾達爾·布倫，挪威主教和詩人

### 27日
- 雷吉斯·巴泰勒米·木桐-杜韋內，法國步兵師將軍
- 奧洛夫·坦佩爾曼，瑞典建築師

### 28日
- 邁克爾·埃倫賴希·考茲曼，德國外科醫生和大學講師

### 29日
- Karl Eugen zu Erbach-Schönberg，奧地利軍官

### 30日
- 威廉·亚历山大，英國畫家
- 約瑟夫·威利巴爾德·蜜雪兒，德國作曲家

### 31日
- 約瑟夫·菲亞拉，波西米亞雙簧管演奏家、大提琴家和作曲家

## 8月

### 1日
- Marie-Thérèse Willermaulaz，法國豎琴家

### 4日
- 弗朗索瓦-安德列·文森特，法國畫家

### 6日
- 安東尼奧·卡尼奧利，義大利天文學家
- 約翰·弗里德里希·彼得·德雷夫斯，德國植物學家
- 卡爾·弗里伯斯，奧地利男高音、作詞家和作曲家

### 7日
- 狄奧尼修斯·戈德弗里杜斯·范·德·基塞爾，荷蘭法律學者

### 9日
- 約翰·奧古斯特·阿佩爾，德國律師和作家

### 12日
- 約翰·史密斯，美國政治家

### 13日
- 佩爾·希勒斯特羅姆，瑞典畫家
- 奧托·弗裡德里希·馮·里希特，語言學家和探險家

### 16日
- 丹尼爾·巴克，美國政治家

### 17日
- 撒母耳·約翰斯頓，美國政治家和北卡羅來納州州長

### 18日
- 哈特維格·約翰·克裡斯托夫·馮·赫德曼，德國少將兼漢諾威市指揮官

### 19日
- 約翰·喬治·霍爾紮克，瑞士牧師
- 卡爾·弗裡德里希·奧古斯特·馮·賽德維茨，巴伐利亞軍官，最近擔任少將

### 26日
- 查理斯·休伯特·米勒沃耶，法國詩人

### 28日
- 尼古拉斯·杜蒙特，科隆政治家，科隆自由皇城最後當選市長

### 29日
- 约翰·希罗尼穆斯·施勒特尔，德國律師和天文學家
- 羅曼·齊恩吉布爾，巴伐利亞本篤會修道士、歷史學家、檔案管理員和圖書管理員

## 9月

### 2日
- 托馬斯·阿諾德，英國精神病學家和改革者

### 3日
- 弗里德里希·路德維希·施羅德，德國演員、戲劇導演、劇作家和共濟會成員

### 6日
- 克利斯蒂安·弗裡德里希·威廉·馮·普洛茨，普魯士中將，什切青司令

### 7日
- 鄧肯·麥克法蘭，美國政治家
- 卡羅琳·弗蘭齊斯卡·多蘿西婭·馮·派克，伊森堡和布丁根公主

### 8日
- 約瑟夫·多米尼克·羅格，瑞士政府理事會

### 11日
- 約翰·克洛普頓，美國政治家

### 18日
- 伯納德·馬洪（Bernard M'Mahon），愛爾蘭裔美國園藝家和植物學家

### 19日
- 約瑟夫·奧爾斯頓，美國政治家，南卡羅來納州州長

### 20日
- 哈裡·英尼斯，美國聯邦法官

### 21日
- 卡爾·弗里德里希·馮·克林科夫斯特倫，普魯士少將

### 22日
- 羅伯特·岡寧，英國外交官
- 克裡斯汀·史密斯，挪威植物學家和探險家

### 24日
- 戈特弗里德·賽博爾德，法院書記員，諾德海姆 Seybold / von Marval 家族財產的創始人

### 26日
- František Martin Pecháček，古典時期的波西米亞作曲家

### 27日
- 愛德華·查爾斯·霍華德，英國化學家、化學工程師

### 30日
- 安東尼奧·奇奇，義大利建築師

## 10月

### 4日
- 格雷戈爾·科赫，瑞士本篤會僧侶，穆裡修道院住持
- 詹姆斯·辛斯頓·圖基，英國海軍軍官和探險家

### 6日
- 威廉·馮·范格羅，馬格德堡普魯士政府總統、法律學者和歷史學家

### 7日
- 尼古拉斯·魯克斯頓·摩爾，美國政治家

### 9日
- 范妮·伊姆利，英國作家瑪麗·沃斯通克拉夫特的女兒

### 12日
- 卡爾·約瑟夫·赫努蒙，德國法律學者

### 14日
- 喬治·麥迪森，肯塔基州州長

### 17日
- 海因里希·馮·德·拉爾，普魯士尼斯工程兵團中將
- 老大衛·坡，美國商人和軍官

### 19日
- 恩斯特·克裡斯托夫·馮·布根哈根，瑞典波美拉尼亞地區行政長官，格賴夫斯瓦爾德大學策展人

### 21日
- 亞倫·以撒，斯德哥爾摩猶太社區的創始人

### 27日
- 山东京传，日本作家和浮世繪藝術家

### 29日
- 弗朗西斯科·何塞·德·卡爾達斯，植物學家、天文學家和拉丁美洲自由英雄

### 30日
- 喬瓦尼·阿利亞塔，義大利神父
- 腓特烈一世，符騰堡國王
- 康斯坦丁·馮·諾伊拉特，德國法學家，Reichskammergerichtassessor
- 弗朗切斯科·烏巴爾多·瑪麗亞·羅曼齊，義大利羅馬天主教主教

### 31日
- 卡爾·奧古斯特·馮·馬代，德國醫生、企業家和錢幣學家

## 11月

### 2日
- 格奧爾基·辛凱，羅馬尼亞神學家、歷史學家和浪漫主義學者

### 4日
- 羅伯特·沃林·達爾文，英國醫生和植物學家

### 6日
- 卡尔二世，梅克倫堡大公，在位的梅克倫堡-施特雷利茨親王（1794-1816）

### 8日
- 古弗尼尔·莫里斯，美國政治家

### 9日
- 約瑟夫·湯森，英國地質學家、醫生和牧師

### 14日
- 夏斯特盧克斯伯爵夫人安吉里克·維克多瓦，法國伯爵夫人
- 撒迪厄斯·漢克，奧地利哲學家、地理學家、化學家、醫生、植物學家和探險家

### 16日
- 皮埃爾-路易·金格內，法國作家

### 21日
- 伊格納西奧·沃恩斯，阿根廷上校

### 23日
- 奧古斯丁·德·萊斯皮納斯，法國炮兵將軍
- 克利斯蒂安·弗裡德里希·斯托爾澤爾，德國雕刻家和肖像畫家

### 24日
- 尼古拉斯·舒布爾，德國管風琴製造商

### 25日
- 伊莎貝拉·盧博米爾斯卡，波蘭公主、贊助人和藝術收藏家

### 26日
- 德米特裡·謝爾蓋耶維奇·多赫圖羅，拿破崙戰爭的俄羅斯將軍
- 亞伯拉罕·羅巴茨，英國政治家和銀行家

### 27日
- 約翰·喬治·費林格，奧地利軍官和作家

## 12月

### 1日
- 卡爾·弗裡德里希·弗朗茨·本達，德國室內樂音樂家

### 2日
- 約翰·弗里德里希·施泰德（Johann Friedrich Städel），德國私人銀行家和慈善家

### 8日
- 烏爾斯·格魯茨·馮·布洛茨海姆，瑞士軍官和政治家

### 9日
- 黑森-羅滕堡的威廉敏娜，蘭德格雷夫公主

### 10日
- 馬蒂亞斯·威廉·馮·哈恩，奧地利政治家

### 11日
- 阿道夫·馮·比洛，丹麥的德國行政律師和Cismar辦公室的法警

### 12日
- 格哈德·亞當·諾伊霍夫，德國執事、教授、語言學家、歷史學家和詩人

### 14日
- 約翰·費迪南德·赫岑多夫·馮·霍恩貝格，奧地利早期古典建築師
- 喬治·威廉·彼得森，德國新教神學家

### 15日
- 弗朗茨·約瑟夫·馬克西米利安·馮·洛布科維茨，奧地利攝政王、少將和藝術贊助人
- 第三代斯坦厄普伯爵查爾斯·斯坦厄普，英國政治家和科學家

### 16日
- 约翰·伍兹，美國政治家

### 21日
- 安德列·阿瑪律，法國革命

### 25日
- 曼努埃爾·托爾薩·薩里翁，西班牙-墨西哥建築商和雕塑家

### 26日
- 尼古拉斯·亨里克斯·埃弗斯，德國律師和漢薩同盟城市呂貝克市議會秘書

### 27日
- 弗里德里克·朱利安·馮·雷文特洛，馮·雷文特洛伯爵夫人

### 29日
- 弗裡德里希·羅特曼，德國製圖員、雕刻師和蝕刻師

### 30日
- 路易士·亨利·盧瓦森，法國將軍

### 31日
- 奧利瓦的馬丁，亞琛皇城市長
- 約瑟夫·法蘭茨·澤弗·斯塔克，德國天主教神學家